# جمعية علم النفس التجريبي
جمعية علم النفس التجريبي (بالإنجليزية: Experimental Psychology Society)‏ هي مجتمع أكاديمي يسهل البحث في علم النفس التجريبي وكذلك التواصل بين العلماء المتخصصين في علم النفس التجريبي. ويقع مقرها في المملكة المتحدة.
تشكلت الجمعية في الأصل باسم "مجموعة علم النفس التجريبي" بواسطة أوليفر إل زانجويل [الإنجليزية]في عام 1946. عقد الاجتماع الأول في فصول الأستاذ فريدريك بارتليت [الإنجليزية]، في كلية سانت جون، كامبريدج.
نشرت الجمعية بالتعاون مع جمعية علم النفس البريطانية مبادئ توجيهية للأعضاء المشاركين في الأنشطة النفسية التي تشمل الحيوانات الحية. أصبحت المجموعة جمعية علم النفس التجريبي في عام 1958، حيث تحولت مع رئيسها آنذاك ويليام إدموند هيك.

## الأنشطة
تستضيف الجمعية ثلاثة اجتماعات أكاديمية شخصية كل عام وتقدم منحًا صغيرة للأعضاء الذين يرغبون في إجراء البحوث.
تصدر الجمعية المجلة الفصلية لعلم النفس التجريبي.